# Tram tipo Edison
Le vetture tranviarie tipo Edison erano un folto gruppo di vetture, costruite per l'esercizio delle tranvie elettriche milanesi, gestite fino al 1916 dalla società Edison.

## Storia

La 247 adibita a spazzaneve

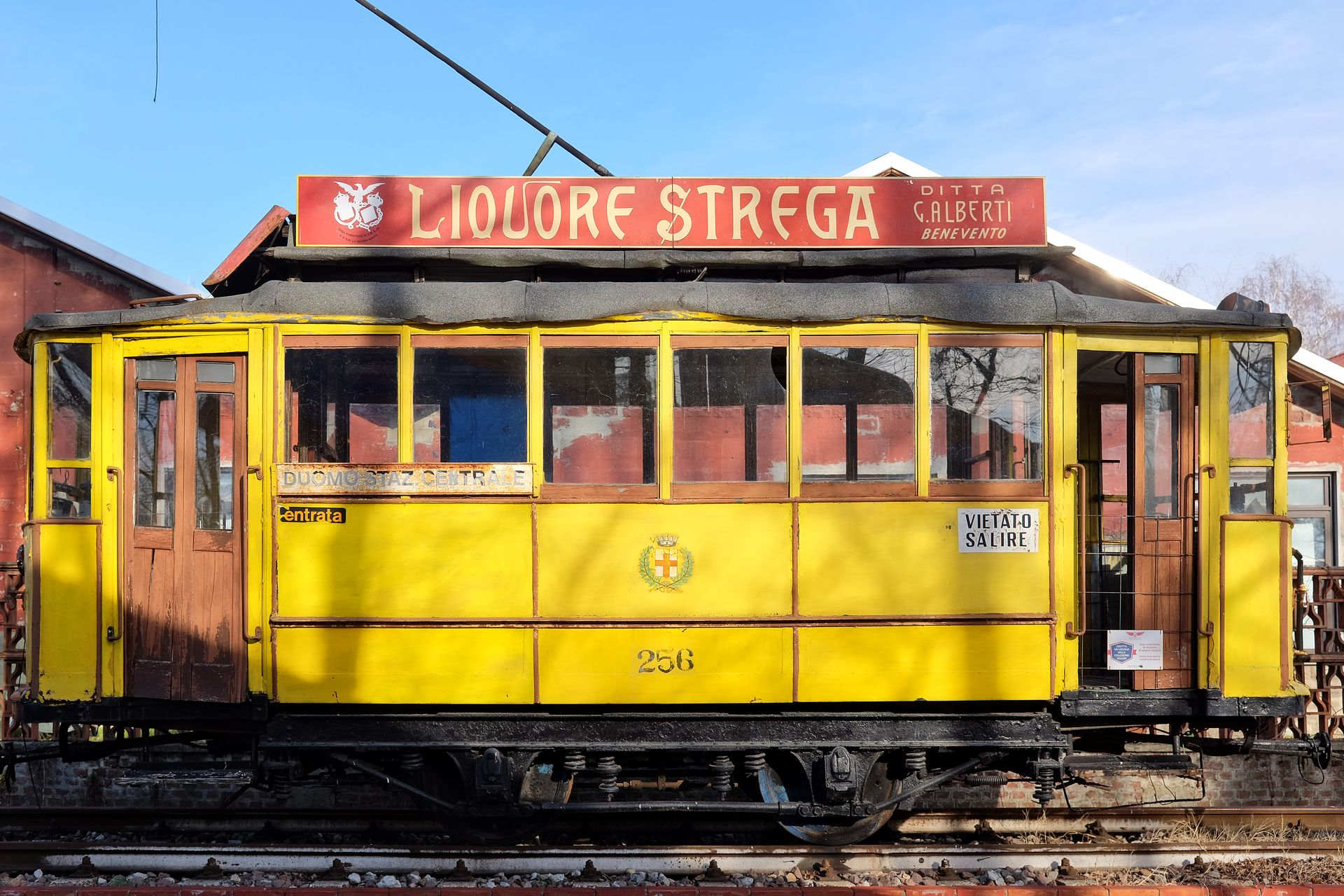
Vettura Edison 256 esposta a Volandia

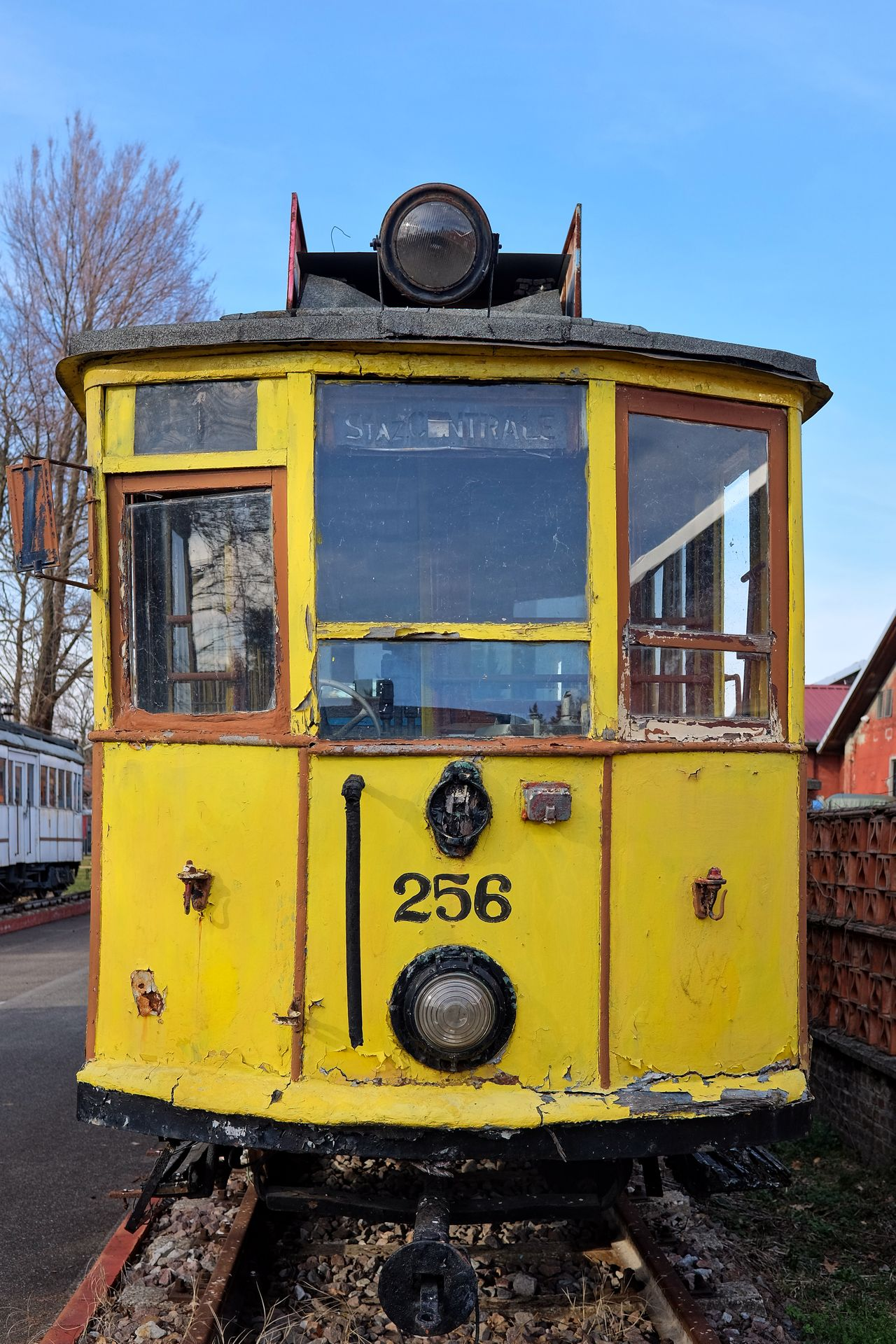
Frontale

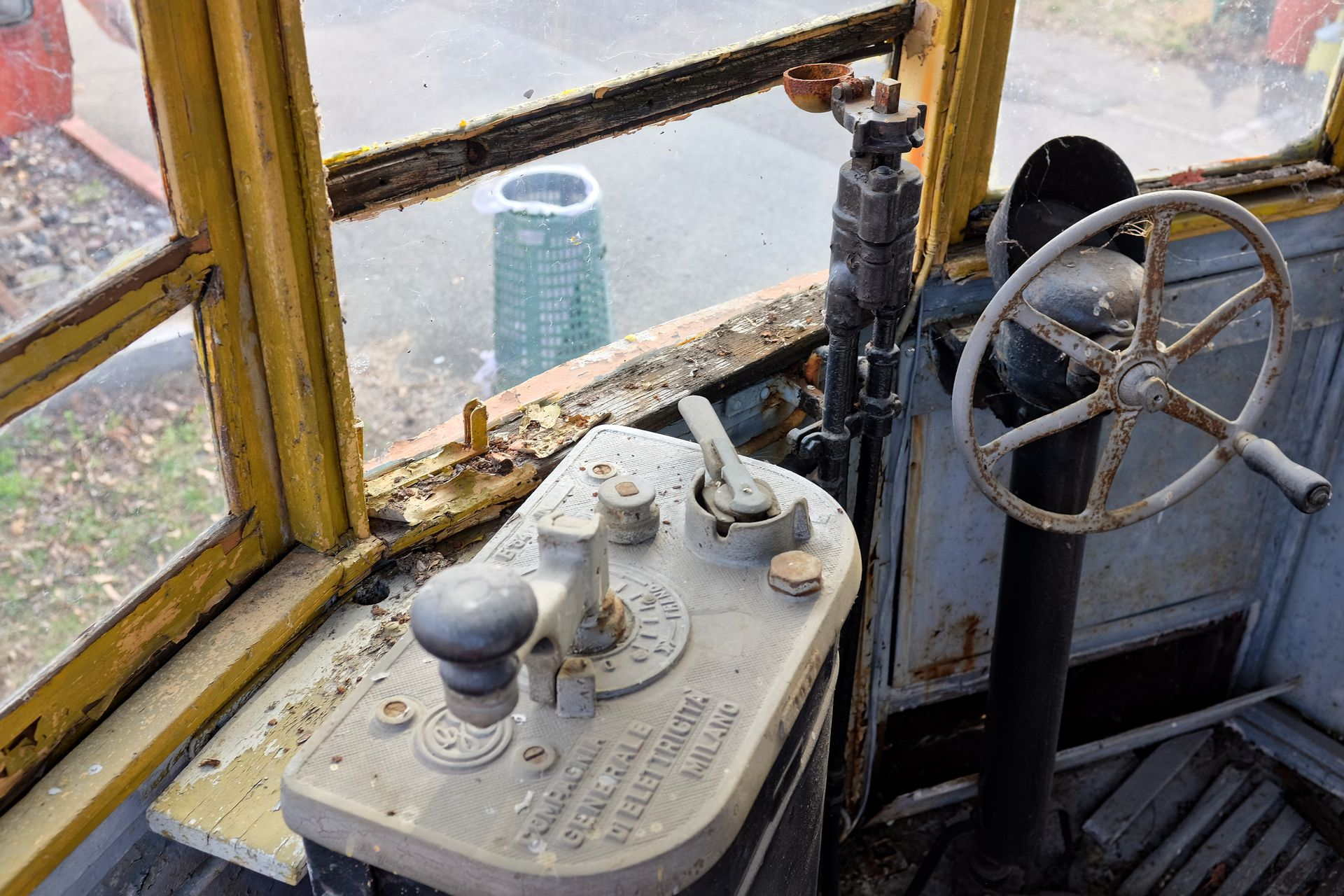
Cabina di guida

Le prime 13 unità entrarono in servizio nel 1893-1894, contemporaneamente all'attivazione della prima linea tranviaria elettrica ("sperimentale") della città, che congiungeva piazza del Duomo a corso Sempione. Le restanti unità furono consegnate in diverse serie tra il 1897 e il 1912.
Le motrici Edison per il servizio urbano, costruite per un totale di 566 unità, erano numerate da 1 a 400  e da 801 a 971; i numeri 13, 175, 176, 246, 247 erano assegnati a mezzi di servizio.
Si trattava di piccole vetture bidirezionali a due assi e a cassa di legno, caratterizzate da terrazzini aperti alle estremità, che potevano essere accoppiate ad alcune tipologie di rimorchi. Successivamente le vetture ricevettero varie migliorie ed aggiornamenti, che ne alterarono fortemente il loro aspetto originario.
Passate a servizi di minore importanza con l'entrata in servizio delle più moderne 600, e soprattutto delle 1500 a carrelli, le poche Edison ancora circolanti vennero rese unidirezionali. Alcune unità furono demotorizzate e adibite a rimorchi.
Ritirate dal servizio negli anni sessanta furono quasi tutte demolite entro il 1969.
L'unico esemplare superstite (numero 256) venne recuperato dall'accantonamento da Francesco Ogliari e quindi collocato presso il museo dei trasporti di Ranco; dal 2015, a seguito della chiusura di tale sito espositivo, il tram è stato trasferito (insieme a gran parte della collezione Ogliari) al Museo Volandia, nelle immediate vicinanze dell'aeroporto di Malpensa.

## La Edison nel modellismo
Negli anni sessanta la Edison fu riprodotta in scala H0 dalla Rivarossi.